# 10e cérémonie des Detroit Film Critics Society Awards
La 10e cérémonie des Detroit Film Critics Society Awards (DFCS Awards), décernés par la Detroit Film Critics Society, a eu lieu le 14 décembre 2015, et a récompensé les films réalisés dans l'année.

## Palmarès

### Meilleur film
- La La Land
  - The Edge of Seventeen
  - Comancheria
  - Manchester by the Sea
  - Moonlight

### Meilleur réalisateur
- Damien Chazelle pour La La Land
  - Barry Jenkins pour Moonlight
  - Kenneth Lonergan pour Manchester by the Sea
  - David Mackenzie pour Comancheria
  - Denzel Washington pour Fences

### Meilleur acteur
- Casey Affleck pour Manchester by the Sea
  - Joel Edgerton pour Loving
  - Andrew Garfield pour Tu ne tueras point
  - Ryan Gosling pour La La Land
  - Denzel Washington pour Fences

### Meilleure actrice
- Emma Stone pour La La Land
  - Amy Adams pour Premier Contact
  - Annette Bening pour 20th Century Women
  - Rebecca Hall pour Christine
  - Ruth Negga pour Loving
  - Natalie Portman pour Jackie

### Meilleur acteur dans un second rôle
- Jeff Bridges pour Comancheria
  - Mahershala Ali pour Moonlight
  - Alden Ehrenreich pour Avé, César !
  - Ralph Fiennes pour A Bigger Splash
  - Lucas Hedges pour Manchester by the Sea

### Meilleure actrice dans un second rôle
- Viola Davis pour Fences
- Greta Gerwig pour 20th Century Women
  - Elle Fanning pour 20th Century Women
  - Felicity Jones pour Quelques minutes après minuit
  - Michelle Williams pour Manchester by the Sea

### Meilleure distribution
- 20th Century Women
  - Everybody Wants Some!!
  - Comancheria
  - Manchester by the Sea
  - Moonlight

### Révélation de l'année
- Kelly Fremon Craig pour The Edge of Seventeen
  - Mahershala Ali pour Moonlight et Les Figures de l'ombre
  - Lucas Hedges pour Manchester by the Sea
  - Barry Jenkins pour Moonlight
  - Trevante Rhodes pour Moonlight
  - Trey Edward Shults pour Krisha

### Meilleur scénario
- La La Land - Damien Chazelle
  - Premier Contact - Eric Heisserer
  - Moonlight - Barry Jenkins
  - Manchester by the Sea - Kenneth Lonergan
  - Comancheria - Taylor Sheridan

### Meilleur film documentaire
- O.J.: Made in America
  - Le 13e
  - Gleason
  - Life, Animated
  - Tickled
  - Weiner